# Neocyclops australiensis
Neocyclops australiensis is een eenoogkreeftjessoort uit de familie van de Halicyclopidae. De wetenschappelijke naam van de soort is voor het eerst geldig gepubliceerd in 2008 door Karanovic.